# Hey You! (canción de No Doubt)
«Hey You!» (en inglés: "¡Hey tú!"), es una canción grabada por la banda de rock estadounidense No Doubt. Fue lanzado como el séptimo y último sencillo de su tercer álbum de estudio Tragic Kingdom (1995). El sencillo fue lanzado como CD sencillo en los Países Bajos el 23 de febrero de 1998. Es el último sencillo que presenta contenido del teclista original Eric Stefani, quien dejó el grupo en 1995.
Musicalmente, incorpora varios géneros, incluido el ska punk y el rock psicodélico, y sus letras retratan "una visión cínica del matrimonio". La pista recibió críticas mixtas a positivas de los críticos musicales, uno la describió como un relleno y otros la llamaron un punto culminante en Tragic Kingdom. Dado que la canción solo se lanzó en los Países Bajos, solo llegó a las listas allí, alcanzando el puesto cincuenta y uno en el Single Top 100. Sophie Muller dirigió un vídeo musical con imágenes de una actuación en vivo y lo lanzó junto con el sencillo en CD.

## Lista de temas
- Sencillo en CD

| N.º | Título                         | Duración |  |
| 1.  | «Hey You!» (versión del álbum) | 3:34     |  |
| 2.  | «Hey You!» (live)              | 3:26     |  |

## Créditos y personal
Créditos y personal adaptados de las notas del álbum Tragic Kingdom.
| No Doubt - Gwen Stefani – escritura, voz. - Tony Kanal – escritura, bajo. - Tom Dumont – escritura, guitarras. - Adrian Young – batería, percusión. Otros músicos - Eric Stefani – piano, teclados. | Otro personal - Daniel Arsenault – arte de portada. - Aloke Dasgupta – sitar. - Holman – mezcla. - Phil Kaffel – grabación. - George Landress – grabación. - Paul Palmer – mezcla. - Robert Vosgien – masterización. - Matthew Wilder – producción, teclados adicionales. |

## Posicionamiento en listas

### Semanales
| País (Lista 1998)                  | Mejor posición |
| ---------------------------------- | -------------- |
| Países Bajos (Nederlandse Top 40)  | 4              |
| Países Bajos (Nederlandse Top 100) | 51             |